# Theobald
Theobald es una localidad argentina del departamento Constitución en la provincia de Santa Fe. Se ubica sobre el km 238 de la Autopista Buenos Aires - Rosario, a medio camino entre las localidades de San Nicolás y Villa Constitución. Asimismo, Theobald se encuentra en el extremo sudeste de la provincia de Santa Fe, próxima al límite con la provincia de Buenos Aires.

## Población
Cuenta con 529 habitantes (Indec, 2010), lo que representa un incremento frente a los 302 habitantes (Indec, 2001) del censo anterior.
| Gráfica de evolución demográfica de Theobald entre 1991 y 2010 |
|                                                                |
| Fuente: Censos nacionales del INDEC                            |

## Expodinámicas
Por su estratégica posición pampeana, en el establecimiento "El Asombro" - km 241 de la Autopista Santa Fe-Buenos Aires a corta distancia de la comuna, se han desarrollado varias Exposiciones Rurales con numerosa asistencia de público.

## Creación de la Comuna
El 25 de abril de 1908 (117 años), mediante expediente 1740/F/908 dado en Buenos Aires se dictamina:

Visto lo manifestado desígnese a la ESTACION ubicada en el kilómetro 248 del Ferrocarril Buenos Aires a Rosario con el nombre de Theobald, etc.
Firmado: Don. Exequiel Ramos Mexia.

## Toponimia
El nombre de la estación fue puesto en honor a Wilson Theobald, miembro del Directorio en Londres del Ferrocarril.
Por Decreto del 1 de junio de 1946 se creó la comuna de Theobald.

## Geografía

### Sismicidad
La región responde a la «subfalla del río Paraná», y a la «subfalla del río de la Plata», con sismicidad baja; y su última expresión se produjo el 5 de junio de 1888 (137 años), a las 3.20 UTC-3, con una magnitud probable, en Theobald, de 4,5 en la escala de Richter. (Terremoto del Río de la Plata de 1888).

## Parajes
- Campo Gorosito
- La Laura
- Paraje Rubiccini

## Establecimientos educativos
- Escuela General José de San Martín N.º 810, 15 alumnos
- Escuela Alte. Guillermo Brown N.º 6157, 60 alumnos
- Núcleo Rural Secundario N.º 4248 30 alumnos

A partir de un proyecto institucional de la Escuela Alte. Guillermo Brown N.º 6157 y mediante la Resolución N.º 164 del 16 de junio de 2010,se organizó un concurso para elegir la bandera de la localidad. 

## Entidades deportivas y sociales
- Club Atlético Recreativo Theobald (CART)
- Centro Asistencial Provincial